# Colotis auxo
Espèce
Colotis auxo est une espèce d'insectes lépidoptères de la famille des Pieridae, de la sous-famille des Pierinae et du genre Colotis.
Il réside uniquement dans le sud de l'Afrique en Afrique-du-Sud.